# الجلجلانية
الجلجلانية نوع ى من الحلويات التونسية التقليدية، وتتميز بسهولة تحضيرها وببساطة مكوناتها ويمكن تقديمها في جميع المناسبات.
يكون شكل عذه الحلويات عادة اسطوانيا مشكلا ومحرفا بزينة على شكل زهرة .

## وصلات خارجية
- كيفية تحضير الجلجلانية التونسية[2]